# توم أرايا
توم أرايا (بالإسبانية: Tom Araya)‏ هو مغنٍّ وعزف بيس وممثل تشيلي أمريكي ولد عام 6 يونيو 1961، عمل مع فرقة «سلاير (Slayer)» كمغنٍّ وعازف بيس. وهو متزوج ولديه ولد وبنت. من أعماله مع فرقة سلاير: «راين إن بلود (Reign in Blood)».

## روابط خارجية
- توم أرايا على موقع IMDb (الإنجليزية)
- توم أرايا على موقع ألو سيني (الفرنسية)
- توم أرايا على موقع ميوزك برينز (الإنجليزية)
- توم أرايا على موقع أول موفي (الإنجليزية)
- توم أرايا على موقع إن إن دي بي (الإنجليزية)
- توم أرايا على موقع أول ميوزيك (الإنجليزية)
- توم أرايا على موقع ديسكوغز (الإنجليزية)
- توم أرايا على موقع قاعدة بيانات الفيلم (الإنجليزية)
- توم أرايا على موقع كينوبويسك (الروسية)